# Roter Faden (Hannover)

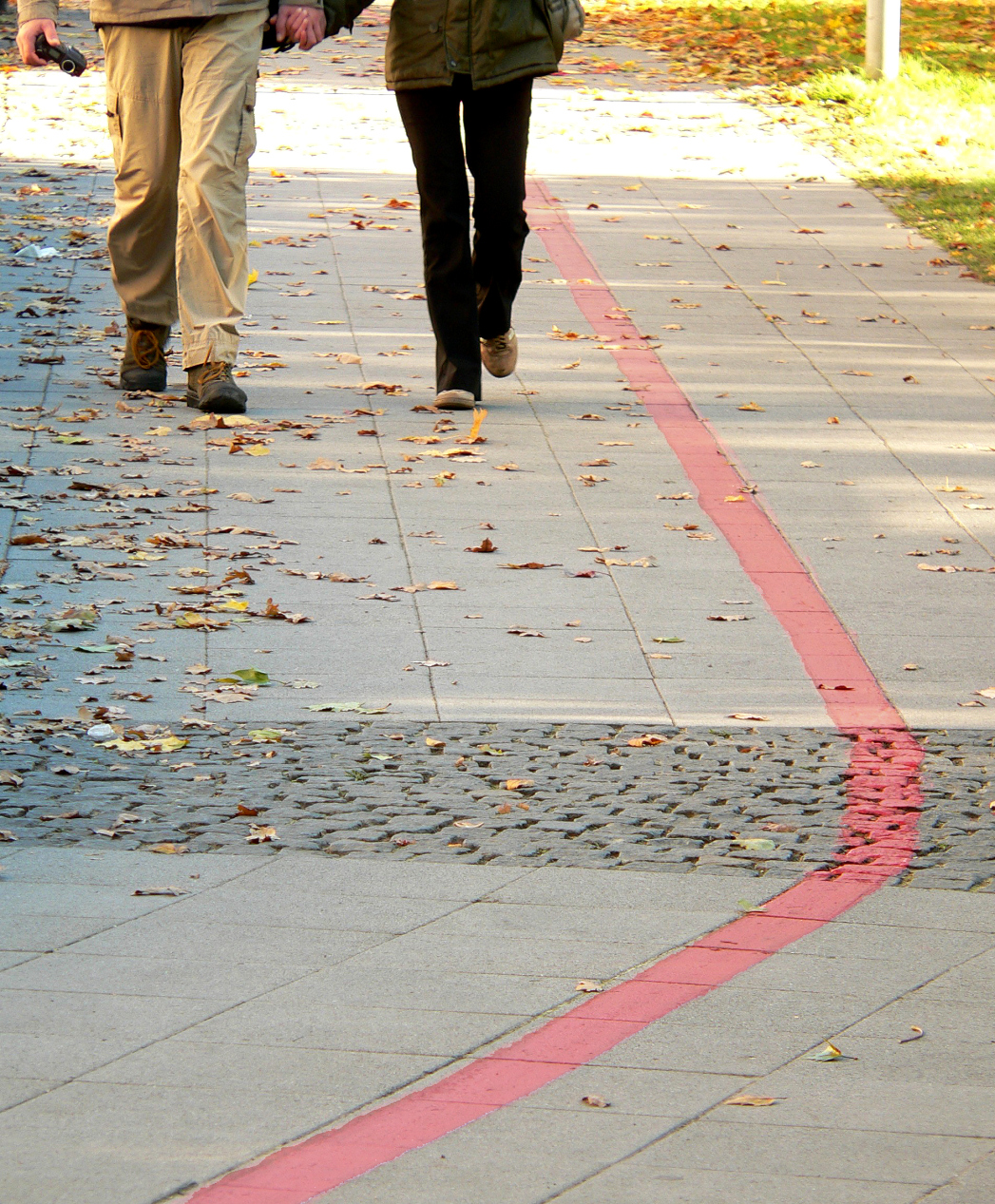
Der Rote Faden in Höhe des Leineschlosses

Beim Roten Faden in Hannover handelt es sich um einen Rundgang zu den 36 wichtigsten Sehenswürdigkeiten zur Architektur und Geschichte in der Innenstadt.

## Beschreibung

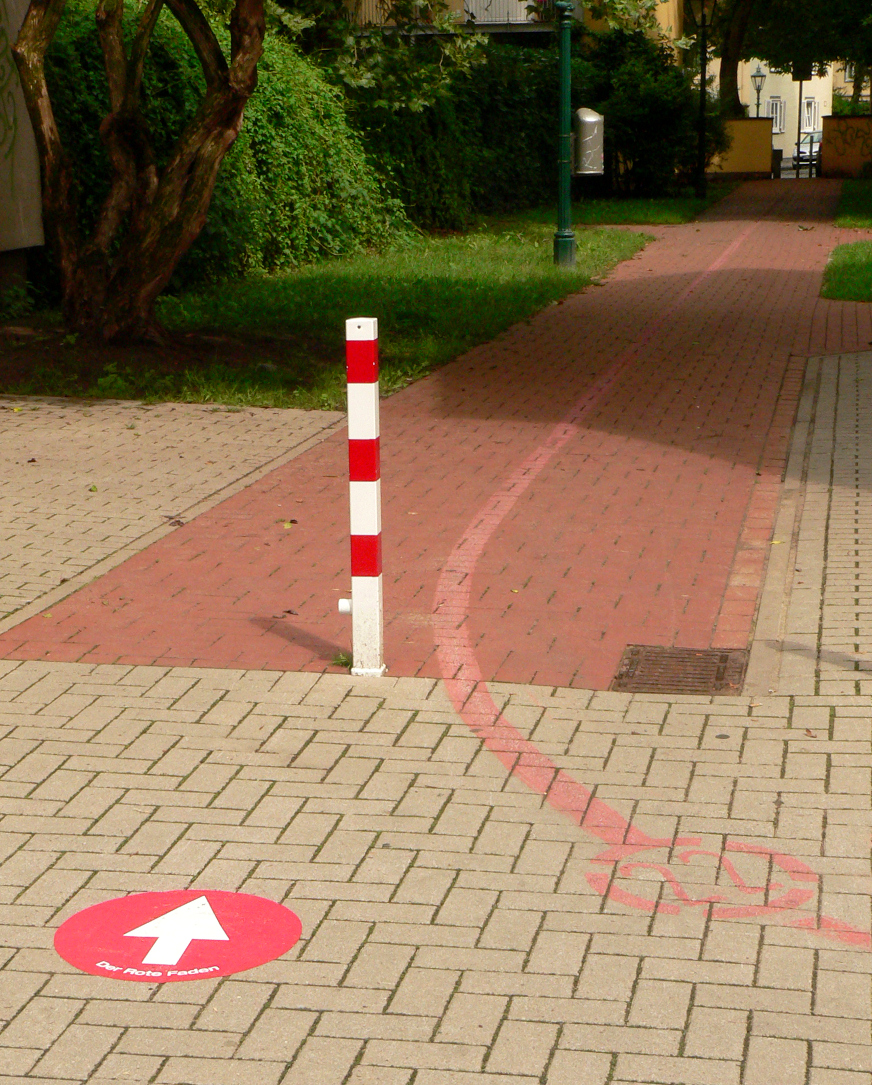
Test mit Pfeil-Aufkleber als möglicher Ersatz des aufgemalten Strichs, hier auf dem Johann Trollmann-Weg

Der Rote Faden, angelehnt an den sprichwörtlichen roten Faden, ist eine 4,2 Kilometer lange Linie, die mit roter Farbe auf das Pflaster markiert wurde. Die Route für Kulturtouristen zu den Sehenswürdigkeiten Hannovers läuft entlang von Fußgängerwegen und kreuzt zahlreiche Straßen. Die Linie beginnt am Ernst-August-Platz an der Tourist Information gegenüber dem Hauptbahnhof und endet am Ernst-August-Denkmal vor dem Hauptbahnhof. Der Verlauf des Roten Fadens ist durchgehend barrierefrei. Die Markierung wird jährlich mit knapp 70 Litern Farbe nachgezogen.

Im Juni 2014 testete die Stadt Hannover runde Aufkleber mit Pfeil und der Inschrift Der Rote Faden, um eventuell den bis dato auf Pflaster oder Weg gemalten Roten Faden zu ersetzen.
Zum Roten Faden hat die Hannover Marketing und Tourismus GmbH ein gleichnamiges Heft herausgegeben, in dem der Verlauf mit den einzelnen Stationen erklärt wird. Diese Begleitbroschüre ist in zehn verschiedenen Sprachen erhältlich (siehe Literatur).

## Entstehung
Der Rote Faden wurde 1970 aus Anlass des ersten hannoverschen Altstadtfestes angelegt und umfasste 36 Objekte. Er entstand im Rahmen einer Werbekampagne, die die Düsseldorfer Agentur Gerstner, Gredinger & Kutter GGK für die Stadt Hannover entwickelt hatte. Die Agentur wurde 1969 unter Oberstadtdirektor Martin Neuffer ausgewählt. Hannover stand damals im Ruf, eine langweilige Stadt zu sein. Eine von der Stadt 1969 in Auftrag gegebene Imagestudie bestätigte: „Es fehlt alles Modische, Moderne, eine großzügige Lebensauffassung. Provinzielles Denken ist aber gerade heute verpönt. Es ist mit der Vorstellung von Engstirnigkeit und Rückständigkeit verkoppelt. Der Hannoveraner wird als kühl, steif und beamtenhaft gesehen, als jemand, der keinen Spaß versteht und weder sich noch anderen Freiheiten erlaubt.“ Der kunstsinnige Oberstadtdirektor Neuffer initiierte daraufhin eine Image-Kampagne mit zwei Komponenten: dem Straßenkunstprogramm und der Hannover-Werbung.
Mit der Organisation des Straßenkunstprogramms wurde Mike Gehrke betraut, zunächst als Geschäftsführer des Kunstvereins Hannover, später als städtischer Referent für Kommunikationsförderung. Für die Hannover-Werbung zeichnete Gerhard Meyer vom Wirtschaftsdezernat der Stadt verantwortlich. Der Rote Faden war eine Aktion der Hannover-Werbung (weitere Aktionen: „Der typische Hannoveraner“, „Ach ihr Mädchen von Hannover“, „Das Heimwehpäckchen“ und „Hannover braucht keinen Slogan“).
Der Rote Faden entstand in enger Zusammenarbeit zwischen der Agentur und Hans von Gösseln, dem damaligen Leiter des Amtes für Verkehrsförderung. Zur Eröffnung des Roten Fadens gab die Stadt die Broschüre Der Rote Faden von Hannover heraus, die von Harry Rowohlt zusammen mit seinem langjährigen Weggefährten, dem Hannoveraner Ingenieur Herrmann Hettche, im Auftrag der Agentur GGK verfasst worden war. Ein dem Roten Faden ähnliches Konzept war der seit 1958 bestehende vier Kilometer lange Freedom Trail in Boston. Später wurde der Rote Faden von weiteren Städten kopiert. Constanze Wagner machte mit einem Roten Faden die Stadt Germering berühmt. 2007 war die Einführung eines Roten Fadens in der spanischen Stadt Albacete im Gespräch. 2008 wurde der Rote Faden mit zusätzlichen Piktogrammen ausgestattet, damit ihn Behinderte besser nutzen können.

## Stationen des Roten Fadens
1. Touristeninformation gegenüber dem Hauptbahnhof
2. Galerie Luise
3. Das Opernhaus
4. Georgstraße
5. Georgsplatz
6. Rund um das Aegidientor
7. Aegidienkirche
8. „Siebenmännerstein“ (Spartanerstein) an der Aegidienkirche
9. Volkshochschule Hannover und Kubus (Theodor-Lessing-Platz)
10. Der Bogenschütze am Platz der Menschenrechte vor dem Neuen Rathaus
11. Neues Rathaus
12. Museum August Kestner
13. Das Wappenportal an der Städtischen Bauverwaltung
14. Laveshaus, ehemaliges Wohnhaus des Architekten Georg Ludwig Friedrich Laves
15. Wangenheimpalais
16. Waterloosäule und Staatsarchiv
17. Flusswasserkunst und Flussgötter an der Leine (vgl. Göttinger Sieben)
18. Schloßbrücke am Leineschloss
19. Am Hohen Ufer (Beginenturm)
20. Nanas von Niki de Saint Phalle (Straßenkunst in Hannover, der Flohmarkt)
21. Durch das Marstalltor in die Altstadt
22. Hannovers ältestes Bürgerhaus (Burgstraße 12)
23. Die Kreuzkirche
24. Johann Duve – Unternehmer und Imagepfleger (Duvekapelle an der Kreuzkirche)
25. Ballhof, Hannovers älteste Sporthalle
26. Historisches Museum
27. Leineschloss (Niedersächsischer Landtag)
28. Leibnizhaus am Holzmarkt
29. Im Herzen der Altstadt: Fachwerk und Kneipen
30. Marktkirche
31. Altes Rathaus
32. Fratzenkopf am Alten Rathaus
33. Markthalle, der „Bauch von Hannover“
34. Die City – das Einkaufsparadies
35. Kröpcke
36. Unterm Schwanz: Treffpunkt vor dem Hauptbahnhof am Reiterstandbild des Ernst-August-Denkmals

## Der blaue Faden
Der Blaue Faden in Hannover ist als Verlängerung des Roten Fadens durch die Calenberger Neustadt gedacht. Zu den Stationen des Rundganges gehören unter anderem die Grabstätte von Gottfried Wilhelm Leibniz in der Neustädter Hof- und Stadtkirche, die Waterloosäule und das Jüdische Mahnmal in der Ohestraße. Der Weg führt an Werken neuerer Kunst, Skulpturen von Kurt Lehmann und die Skulpturenmeile an der Grenze zur Altstadt vorbei. Im Gegensatz zum Roten Faden gibt es auf dem Pflaster des Stadtteils keine gemalte Linie, allerdings sind die 38 Sehenswürdigkeiten ausgeschildert.